# Gâmbia nos Jogos Olímpicos de Verão de 1992
A Gâmbia competiu nos Jogos Olímpicos de Verão de 1992 em Barcelona, Espanha, sem conquistar nenhuma medalha.

## Resultados por Evento

### Atletismo
100 m masculino
- Abdoulie Janneh
  - Eliminatórias — 10.71 (→ não avançou)